# China Eastern Airlines Flight 5735
China Eastern Airlines Flight 5735 var en reguljärflygning mellan Kunming och Guangzhou i Kina som havererade den 21 mars 2022. Olyckan inträffade över häradet Teng, 119 kilometer väst om Guangzhou klockan 14:23 lokal tid. Enligt data från flygplanets transponder så störtdök planet av modell Boeing 737-800 plötsligt från 8 900 meters höjd. Samtliga 123 passagerare och 9 kabinbesättningsmedlemmar omkom omedelbart när planet träffade marken och lämnade en 20 meter djup krater. Olyckan fångades på film via flera övervakningskameror.
Planets två svarta lådor har hittats och den kinesiska civila haverikommissionen har öppnat en utredning som amerikanska National Transportation Safety Board och representanter från Boeing assisterar i.
Två år efter olyckan har kinesiska utredare fortfarande ännu inte presenterat några bevis eller ledtrådar. Det har lett till att den allmänna uppfattningen är att händelsen var ett massmord genom självmord från en av piloterna. Inte minst eftersom att den vinkel som planet enligt radar flög i när det närmaste sig marken inte är tekniskt möjlig utan mänsklig faktor.